# Manon van Rooijen
Manon van Rooijen (ur. 3 lipca 1982 w Leerdam) – holenderska pływaczka, specjalizująca się w stylu dowolnym.
Jej największym sportowym osiągnięciem jest wywalczenie w 2008 roku złotego medalu na igrzyskach olimpijskich w Pekinie w sztafecie 4 × 100 m stylem dowolnym. W 2000 roku w Sydney podczas igrzysk olimpijskich wywalczyła również srebrny medal w tej samej sztafecie.
W 2002 roku zdobyła brązowy medal mistrzostw Europy w Berlinie w sztafecie 4 × 100 m stylem dowolnym.